# ラハ川
ラハ川（ラハがわ、スペイン語、Río de La Laja）とは、南アメリカ大陸南西部に存在するアンデス山脈の西側を流れている、河川の1つである。

## 概要
ラハ川は、アンデス山脈に端を発しておおむね西の方向に流れてチリ中央峡谷を通り抜け、最終的にビオビオ川に合流する、ビオビオ川の支流の1つである。ビオビオ川は太平洋に注ぐ川なので、ラハ川の水も最終的には太平洋へと注ぐ。ただし、支流とは言っても、全長140km

、流域面積4040km2

と、チリ共和国に存在する河川としては、比較的規模が大きい。

## 川の利用
ラハ川の水は、水力発電に利用されている。2012年現在、ラハ湖の近くに3つの水力発電所が存在している。さらに、およそ7万haの土地の灌漑用水として、ラハ川の水が利用されている

。
また、ラハ川には急流となっている部分もあって、そのような場所ではカヤックを使った川下りが楽しまれている。この他、この川にはラハの滝という有名な滝も存在していて、この滝は観光名所となっている。

## かつて存在した開発計画
1984年にラハの滝よりも上流からラハ川の水を、私企業が水路を新設して北方に流し、その水を水力発電に利用する計画が持ち上がったことで、このラハの滝は消滅する危機に陥ったことがある。さらに、ラハ川は下流でビオビオ川に合流しているわけだが、ビオビオ川の特に下流域では水質汚濁の問題が起こっている。もしこの計画が実現すると、ラハ川の水によって汚染物質が希釈されていた効果が無くなるために、ビオビオ川下流域の水質汚濁が酷くなることが指摘されていた。この他、既述のようにラハ川の水は、灌漑にも利用されているわけだが、灌漑に利用できる水の量にも悪影響を受けると見られていた。これらの理由によって、この計画を差し止めるための訴訟が起こされたものの、チリの最高裁判所は反対派の訴えを退けてしまった。この最高裁判所の判決によって、この私企業の計画は実現に向けて前進した。しかしながら、その後の政治の場での議論などの結果、この計画は断念され、実現しなかった

。